# Episodi di Law & Order: UK (settima stagione)
La settima stagione della serie televisiva Law & Order - UK è stata trasmessa sul canale inglese ITV dal 14 luglio al 18 agosto 2013.
In Italia, la stagione è stata trasmessa in anteprima assoluta sul canale satellitare Fox Crime dal 6 agosto al 10 settembre 2013. In chiaro viene trasmessa dal 6 ottobre 2014 sul canale Giallo.
Metacritic è imprecisa riguardo agli autori dei singoli episodi, in quanto li riporta tutti in una generica voce "scritto da" senza distinguere fra creatore della serie, sceneggiatori dell'episodio di Law & Order: UK e sceneggiatori dell'episodio americano originale, ma per tutto il resto risulta affidabile.
| nº | Titolo originale | Titolo italiano | Prima TV UK    | Prima TV Italia   |
| -- | ---------------- | --------------- | -------------- | ----------------- |
| 1  | Tracks           | Binari          | 14 luglio 2013 | 6 agosto 2013     |
| 2  | Tremors          | Fremiti         | 21 luglio 2013 | 13 agosto 2013    |
| 3  | Paternal         | Paternità       | 28 luglio 2013 | 20 agosto 2013    |
| 4  | Fatherly Love    | Amore paterno   | 4 agosto 2013  | 27 agosto 2013    |
| 5  | Mortal           | Mortale         | 11 agosto 2013 | 3 settembre 2013  |
| 6  | Dependant        | Dipendenza      | 18 agosto 2013 | 10 settembre 2013 |

## Binari
- Titolo originale: Tracks
- Diretto da: Mat King
- Scritto da: Emilia Di Girolamo (sceneggiatura)

### Trama
Un'auto viene lasciata su un passaggio a livello ferroviario provocando un catastrofico incidente con un treno che uccide quindici persone. Stranamente l'autista dell'auto non si trova da nessuna parte. Il detective senior Sam Casey è sconvolto per non essere riuscito a salvare un ragazzo sulla scena dell'incidente. Ciò costringe il detective senior Ronnie Brooks e il recentemente promosso Wes Leyton, che è un vecchio collega di Ronnie e che sta sostituendo l'ispettore Natalie Chandler, a tenerlo d'occhio. Inizialmente la polizia sospetta il proprietario dell'auto, lo sgradevole Michael Gennis, ma scopre che l'auto è stata rubata e che il vero guidatore, Finn Tyler, intendeva uccidersi piazzandosi sui binari, ma aveva cambiato idea all'ultimo minuto. 
Jake Thorne è ansioso di perseguirlo per omicidio, ma l'avvocato difensore di Tyler, Kate Barker, solleva un caso di responsabilità ridotta a causa dell'intenzione suicida. Al processo, Kate mostra alla corte la vulnerabilità e la malattia mentale di Tyler e la giuria è d'accordo con la tesi di lei. Tyler viene ritenuto non colpevole di omicidio, ma colpevole di omicidio colposo a causa della ridotta responsabilità. Nel frattempo il capo di Jake, il direttore della procura della corona Henry Sharpe, sorprende ancora una volta il procuratore capo, promuovendo Kate ad assistente di Jake. Ma prima che quest'ultimo abbia il tempo di protestare, Kate si scusa per andare a controllare Tyler. Tuttavia Tyler viene trovato morto nella cella di detenzione e i sospetti cadono sul suo ultimo visitatore registrato, Sam Casey.
- Guest star: Aidan McArdle (Finn Tyler) e Adam James (Michael Gennis).

- La trama di questo episodio si basa su L'incidente (episodio 15x24 di Law & Order - I due volti della giustizia), scritto da Eric Ellis Overmyer e Roz Weinman.

## Fremiti
- Titolo originale: Tremors
- Diretto da: Mat King
- Scritto da: Emilia di Girolamo

### Trama
Quando viene dimostrato che Sam è l'ultima persona ad aver visto Finn Tyler vivo, viene sospeso dal servizio in attesa di un'indagine completa. Convinto dell'innocenza di Sam, Ronnie conduce alcune indagini per conto suo, mentre l'ispettore Wes Leyton si occupa delle indagini ufficiali. La scoperta che il filmato delle telecamere nella cella di Tyler è scomparso, lo porta a scoprire un patto fra i parenti in lutto delle vittime del treno e al vero assassino. Nel frattempo, per la prima volta esploriamo la vita quotidiana dei protagonisti di Law & Order: UK. Jake e Kate discutono sulla moralità di perseguire un uomo malato di mente come Tyler e su qualsiasi altra cosa, ma dichiarano una tregua per una macchina da caffè rotta e dopo qualche drink Jake si apre alla nuova collega sulla morte di sua madre. Ronnie invece raggiunge la figlia Emma da cui si era separato. E durante la sospensione Sam trascorre la giornata con suo figlio Ben, con disapprovazione della sua ex moglie.
- Guest star: Alexandra Guelff (Emma), Joe Reynolds (Ben) ed Ebony Gilbert (Cathy).
- La trama di questo episodio si basa su Giustizia è fatta (episodio 6x23 di Law & Order - I due volti della giustizia), scritto da Janis Diamond e Michael S. Chernuchin.

## Paternità
- Titolo originale: Paternal
- Diretto da: Jill Robertson
- Scritto da: Nicholas Hicks-Beach (sceneggiatura)

### Trama
Michael Trent viene trovato morto nella sua camera d'albergo senza i soldi che aveva con sé. Non solo aveva a che fare con i pericolosi fratelli Kopecky, ma aveva detto alla sua ragazza Becky Bryson di essere un poliziotto sotto copertura, quando in realtà era il venditore di automobili Gary Tully. La polizia scopre che, nonostante la sua ricchezza nascosta, doveva migliaia di sterline per il mantenimento a Lindsey Donovan, la madre di suo figlio Joe, malato di leucemia e senza un donatore; il padre è sempre stato evasivo nel sottoporsi al test per la compatibilità del midollo osseo. I sospetti cadono sull'ex suocero di Tully e padre di Lindsey, Philip Donovan, che aveva nascosto parte del denaro rubato ed è accusato di omicidio, ma il suo avvocato Eleanor Flint invoca la legittima difesa quando Philip afferma che Tully gli ha puntato contro una pistola. Tuttavia un colloquio della polizia con un socio di Philip suggerisce che sia lui che Lindsay avevano complottato per uccidere la vittima. Kate è comprensiva per la situazione familiare, ma Jake vuole semplicemente una condanna.
- Guest star: Branko Tomovic (Jan Kopecky), Christopher Sciueref (Radek Kopecky), Jo Hartley (Lindsey Donovan), Max Furst (Joe), Ian Bleasdale (Philip Donovan), Amanda Mealing (avvocato Eleanor Flint) e Gemma Atkinson (Becky Bryson).
- La trama di questo episodio si basa su Il donatore (episodio 7x07 di Law & Order - I due volti della giustizia), scritto da Ed Zuckerman e I.C. Rapoport.

## Amore paterno
- Titolo originale: Fatherly Love
- Diretto da: Jill Robertson
- Scritto da: Noel Farragher (sceneggiatura)

### Trama
L'auto di un'imprenditrice immobiliare viene trovata, sull'Albert Bridge, da due giovani che entrano e cercano di avviarla solo per finire per essere arrestati dalla polizia, quando la storia degli aspiranti ladri d'auto non li convince. Insospettita sul motivo per cui l'auto era parcheggiata lì, la polizia chiama Ronnie e Sam che sospettano che la donna scomparsa sia morta nel Tamigi. Dopo aver avviato un'indagine sulle persone scomparse, un corpo viene successivamente ritrovato vicino al punto in cui è stata trovata la sua macchina e identificato come l'imprenditrice, il suicidio è escluso dal patologo forense. All'inizio il suo ex marito, Richard McGrath, viene sospettato dopo che alla polizia è stato detto che è coinvolto in una battaglia legale per la custodia della giovane figlia adolescente sua e della vittima, Holly. Ma dopo che il suo alibi lo esclude, la squadra si avvicina un po' di più alla soluzione quando tracce del sangue dell'imprenditrice vengono trovate nella sua stessa casa, un appartamento che condivideva con Holly e il suo nuovo uomo Sean Harte. Durante l'interrogatorio Sean e Holly si accusano l'un l'altro di molestie sessuali. Sean ha un alibi e rivela che Holly gli ha detto di aver ucciso la madre in un attacco di rabbia gelosa nei suoi confronti. La ragazza viene così arrestata e processata per l'omicidio di sua madre, tuttavia Ronnie scopre che Sean era coinvolto anche con Jess, una compagna di scuola di Holly, il che allontana i sospetti dall'accusata.
- Guest star: Patrick Baladi (Richard McGrath), Charlotte Hope (Holly Leigh), Jodie Comer (Jess Hays), Rory Keenan (Sean Harte).
- La trama di questo episodio si basa su Valori familiari (episodio 5x04 di Law & Order - I due volti della giustizia), scritto da Renè Balcer e William N. Fordes.

## Mortale
- Titolo originale: Mortal
- Diretto da: Joss Agnew
- Scritto da: Nicholas Hicks-Beach

### Trama
A seguito di un'effrazione, una donna anziana e fragile viene trovata morta nel suo appartamento. Ronnie e Sam inizialmente sospettano un furto con scasso finito male ma, a seguito di una soffiata della nipote della vittima, Connie, l'attenzione degli investigatori si sposta sulla badante Cecile, scomparsa dopo aver rubato un orologio. La polizia trova Cecile con l'orologio e viene prontamente arrestata. Ma Cecile afferma che l'orologio era un regalo e accusa Connie di averla licenziata perché non avrebbe obbedito alle sue istruzioni e avrebbe fatto morire di fame l'anziana donna. Sostiene la sua accusa con istruzioni scritte e gli investigatori scoprono che Connie, sull'orlo della bancarotta, ha ereditato l'appartamento della nonna e viene definitivamente accusata di omicidio. Il suo avvocato Vijay Prasad sostiene che l'accusa è vaga e che Connie avrebbe potuto facilmente soffocare sua nonna se avesse voluto. Quindi Connie fornisce prove, affermando che sua nonna soffriva molto e si è uccisa come forma di liberazione. Il procuratore capo Jake Thorne è sul punto di vincere quando dice alla giuria che Connie era l'unica vera famiglia che aveva la vittima e che l'ha lasciata morire. Quando Connie però racconta la sua versione della storia è molto convincente e sembra improbabile che Jake riuscirà a ottenere un verdetto di colpevolezza.
- Guest star: Natasha O'Keeffe (Connie Moran), Ramon Tikaram (Vijay Prasad), Ann Akinjirin (accreditata come Ann Akin) (Cecile Bakama).
- La trama di questo episodio si basa su Anni d'oro (episodio 4x11 di Law & Order - I due volti della giustizia), scritto da Doug Palau ed Ed Zuckerman.

## Dipendenza
- Titolo originale: Dependant
- Diretto da: Joss Agnew
- Scritto da: Jane Hudson (sceneggiatura)

### Trama
Un uomo gay viene trovato bastonato a morte fuori dal suo appartamento e Leo, il bambino che aveva adottato con il suo partner Gareth Wilks, risulta scomparso. Ronnie e Sam cercano di trovare la persona che ha ucciso la vittima e ha preso il suo figlio adottivo. Ruth Pendle, la madre biologica di Leo ed ex tossicodipendente, viene vista dalle telecamere a circuito chiuso lasciare la scena del delitto con un uomo che risulta essere Neil Jenkins, il vero padre del bambino. Jenkins ammette di aver spinto Richard, anche se lui e Ruth negano entrambi l'omicidio e la polizia li accusa congiuntamente. Hanno avvocati separati, ciascuno accusa l'altro, ma Kate crede che Ruth non dovrebbe essere perseguita e si mette nei guai con Jake per aver colluso con l'avvocato di Ruth, Lydia Smythson, fornendo informazioni per aiutarla. Ronnie scopre che i pregiudizi di Kate sono dovuti alla situazione della sorella scomparsa Beth, simile a quella di Ruth. Alla fine Kate lascia che la testa governi il suo cuore nell'identificare il vero assassino, dopodiché Ronnie ha buone notizie per lei riguardo a sua sorella.
- Guest star: Adam Astill (Gareth Wilks), Elliot Knight (Neil Jenkins), Leila Mimmack (Ruth Pendle), Raquel Cassidy (Lydia Smythson).
- La trama di questo episodio si basa su Fobia (episodio 11x13 di Law & Order - I due volti della giustizia), scritto da Kathy McCormick, Lynn Mamet e Wendy Battles.